# تکسنباخ
تکسنباخ (به آلمانی: Taxenbach) یک منطقهٔ مسکونی در اتریش است که در ناحیه تسل آم زه واقع شده‌است. تکسنباخ ۸۸٫۲۴ کیلومتر مربع مساحت دارد ۷۷۶ متر بالاتر از سطح دریا واقع شده‌است.